# 戴特鎮區 (密蘇里州德克薩斯縣)
戴特鎮區（英語：Date Township）是位於美國密蘇里州德克薩斯縣的一個行政鎮區。

## 地方資料
戴特鎮區的面積為93.74平方千米，當中陸地面積為93.41平方千米，而水域面積為0.33平方千米。根據2020年美國人口普查的數據，當地共有人口431人，而人口密度為每平方千米4.6人。